# Nationalhymne Mauretaniens
Die aktuelle Nationalhymne von Mauretanien wurde am 16. November 2017 angenommen und ersetzte somit die alte Nationalhymne, die zur  Unabhängigkeit des Landes im Jahr 1960 eingeführt wurde. Der Verfasser des Textes ist unbekannt, die Melodie komponierte Rageh Daoud. Die alte mauretanische Hymne basierte auf einem alten mauretanischen Gedicht von Baba Ould Scheikh. Dieses Gedicht wurde bereits in früheren Zeiten vertont, und die Melodie ist als Volkslied bekannt geworden. Der Komponist Tolia Nikiprowetzky, vom ersten Präsidenten des Landes Mokhtar Ould Daddah beauftragt, eine Melodie für die Hymne zu finden, wählte dieses Stück aus.
Der alte Text der Hymne wurde im Fatchou-Rhythmus verfasst, was das Singen ziemlich schwer machte; deshalb wurde bei offiziellen Anlässen meistens nur die Melodie der Hymne gespielt. Dies führte häufig zu der Annahme, dass die mauretanische Hymne keinen Text habe. Baba Ould Scheikh wurde von der zunehmenden Zersplitterung der Bevölkerung des Landes in verschiedene Volksgruppen zu dem Text inspiriert.

## Arabischer Text
.1

بلادَ الأُبَاةِ الهُدَاةِ الكِرامْ

وحِصْنَ الكِتابِ الذي لا يُضَامْ

أيا مَوْريتانِ رَبيعَ الوئامْ

ورُكْنَ السَّماحةِ ثَغْرَ السلامْ 

Refrain:

سنَحْمي حِماك ونحِن فداكِ

ونَكْسُو رُبَاكِ بِلَوْن الأمَلْ

وعند نِداكِ نُلَبِّي أجَلْ

.2

بُدورُ سَمَائِكِ لَمْ تُحْجَبِ

وشمسُ جَبِينِكِ لَمْ تَغرُبِ

نَماكِ الأمَاجدُ مِن يَعْرُبِ

لإفْرِيقِيَّا المَنْبَعِ الأعْذَبِ

.3

رَضَعْنَا لِبانَ النَّدَى والإبَا

سَجَايَا حَمَلْنَ جَنًى طَيِّبَا

 ومَرْعًى خَصِيباً، وإنْ أجْدَبَا

سَمَوْنَا، فَكَانَ لَنَا أرحَبَا

.4

سَقَيْنا عَدُوَّكِ صَاباً ومُرًّا

فَمَا نالَ نُزْلًا ولا مُسْتَقَرَّا

نُقَاومُهُ حَيْثُ جَاسَ ومَرَّا

نُرَتِّلً إنَّ مَعَ العُسْرِا يُسْرَا

.5

قَفَوْنَا الرسولْ بِنَهْجٍ سَمَا

إلى سِدْرَة المجد فوقَ السَّمَا

حَجَزْنَا الثرَيَا لَنَا سُلَّمَا

رسَمْنَا هُنالِكَ حَدَّ الحِمى

.6

أخَذْنَاكِ عَهْدًا حَمَلْنَاكِ وَعْدًا

ونُهدِيكِ سَعْداً لِجِيلٍ أطَلْ

Letzter Refrain:

سنَحْمي حِماك ونحِن فداكِ

ونَكْسُو رُبَاكِ بِلَوْن الأمَلْ

سنَحْمي حِماك ونحِن فداكِ

وعند نِداكِ نُلَبِّي أجَلْ

## Umschrift
1. Bilāda l-ubāti l-hudāti l-kirām

Wa-ḥisna l-kitābi l-ladhī lā yudām

Ayā Mūrītāni rabī'i al-wi'ām

Wa-rukna s-samāḥati thaġra s-salām

Sanaḥmī ḥimāki wa-naḥnu fidāki

Wa-naksū rubāki bilauni l-amal

Wa-'einda nidāki nulabbī ajal

2. Budūru samāiki lam taḥjabi 

Wa-shamsu jabīniki lam taġrubi 

Namāki l-amājidu min ya'rubi 

Li'ifrīqīa l-manba'e l-'adhabi

3. Ra-ḍha'anā libāna n-nadā wā-l-ibā 

Sajāyā ḥamalna janān ṭayibā 

Wa-mar 'an ḥaṣībān, wa-in ajdabā 

Samaunā, fakāna l-anā ar-ḥabā

4. Saqainā 'aduaki ṣābān wa-murān 

Famā nala nuzulān wa-lā mustaqarā

Nuqāuimuhu ḥaithu jāsa wa-murrān

Nurattilu in-na ma‘a l-‘usri yusrā

5. Qafaunā ar-rasūl bi-nahjin samā

Ila sidrati l-majd fauqa as-samā

Ḥajaznā ath-thurayyā lanā sullamā

Rasamnā hunalika ḥadda l-ḥimā

6. Aḥadhnāki 'ahdā hamalnāki wa-'adān

Wa-nhudīki sa'adān lijilin aṭal

Sanaḥmī ḥimāki wa-naḥnu fidāki

Wa-naksū rubāki bilauni l-amal

Sanaḥmī ḥimāki wa-naḥnu fidāki

Wa-'einda nidāki nulabbī ajal

## Deutsche Übersetzung
1. Land der Stolzen, Geführten und Edlen

Die Festung des Buches, das nicht gebunden werden kann

Oh, Mauretanien, die Quelle der Harmonie

Die Ecke der Toleranz, die Oase des Friedens

Refrain:

Wir werden dich mit unseren Leben beschützen

Und deine Hügel mit der Farbe der Hoffnung bemalen

Wenn du rufst, ist „Ja!“ unsere Antwort

2. Die Halbmonde in deinem Himmel werden nicht vergehen

Und die Sonne auf deiner Stirn wird nicht untergehen

Die edlen Araber haben dich bereichert

Und die reinste Quelle ist die Afrikas

3. Wir tranken die Milch des Taus und des Stolzes

Eine Natur, die eine reiche Ernte hervorbrachte

Und eine fruchtbare Weide, auch wenn sie unfruchtbar ist

Begrüßt uns beim Aufsteigen

4. Wir ließen deinen Feind einen bitteren Regenguss trinken

Damit er sich nicht niederlassen oder ruhen konnte

Wir widersetzen uns ihm, wo immer er auch geht

Und beten „Sicherlich kommt mit der Not die Leichtigkeit“

5. Wir folgten dem Propheten entlang des Pfades der Himmel

Bis zum Baum des Ruhmes über dem Himmel

Bewohnten die Plejaden als unsere Treppe

Und zogen unsere Grenze dort

6. Wir haben dich als Gelübde genommen und als Versprechen getragen

Wir geben dich gerne an die zukünftigen Generationen weiter

Letzter Refrain:

Wir werden dich mit unseren Leben beschützen

Und deine Hügel mit der Farbe der Hoffnung bemalen

Wir werden dich mit unseren Leben beschützen

Und deine Hügel mit der Farbe der Hoffnung bemalen